# Gare de Paliseul
La gare de Paliseul est une gare ferroviaire belge de la ligne 166, de (Dinant) Y Neffe à Bertrix, située au quartier de la gare sur le territoire de la commune de Paliseul, à 1 500 m du centre de la localité, dans la province de Luxembourg en Région wallonne.
Elle est mise en service en 1880 par les chemins de fer de l'État belge et devient en 1890 une gare d'échange des Tramways vicinaux de Poix de la Société nationale des chemins de fer vicinaux. Le dernier vicinal desservant la gare ferme en 1960. C'est une gare de la Société nationale des chemins de fer belges (SNCB) desservie par des trains Omnibus (L) et d'Heure de pointe (P).

## Situation ferroviaire
Établie à 408 mètres d'altitude, la gare de Paliseul est située au point kilométrique (PK) 58,20 de la ligne 166, de (Dinant) Y Neffe à Bertrix, entre les gares ouvertes de Carlsbourg et de Bertrix.

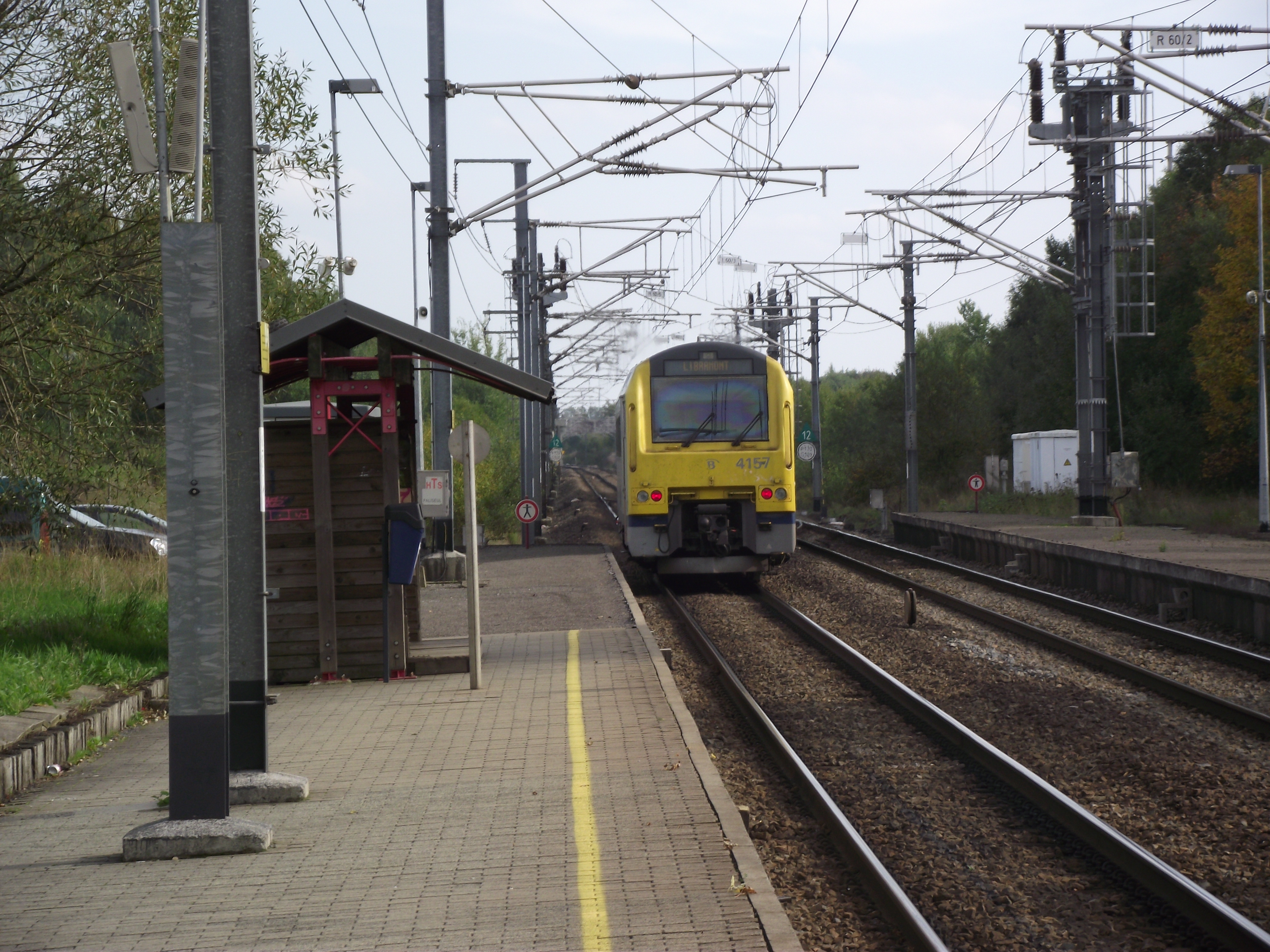
Intérieur de la halte et Autorail AR41.

## Histoire

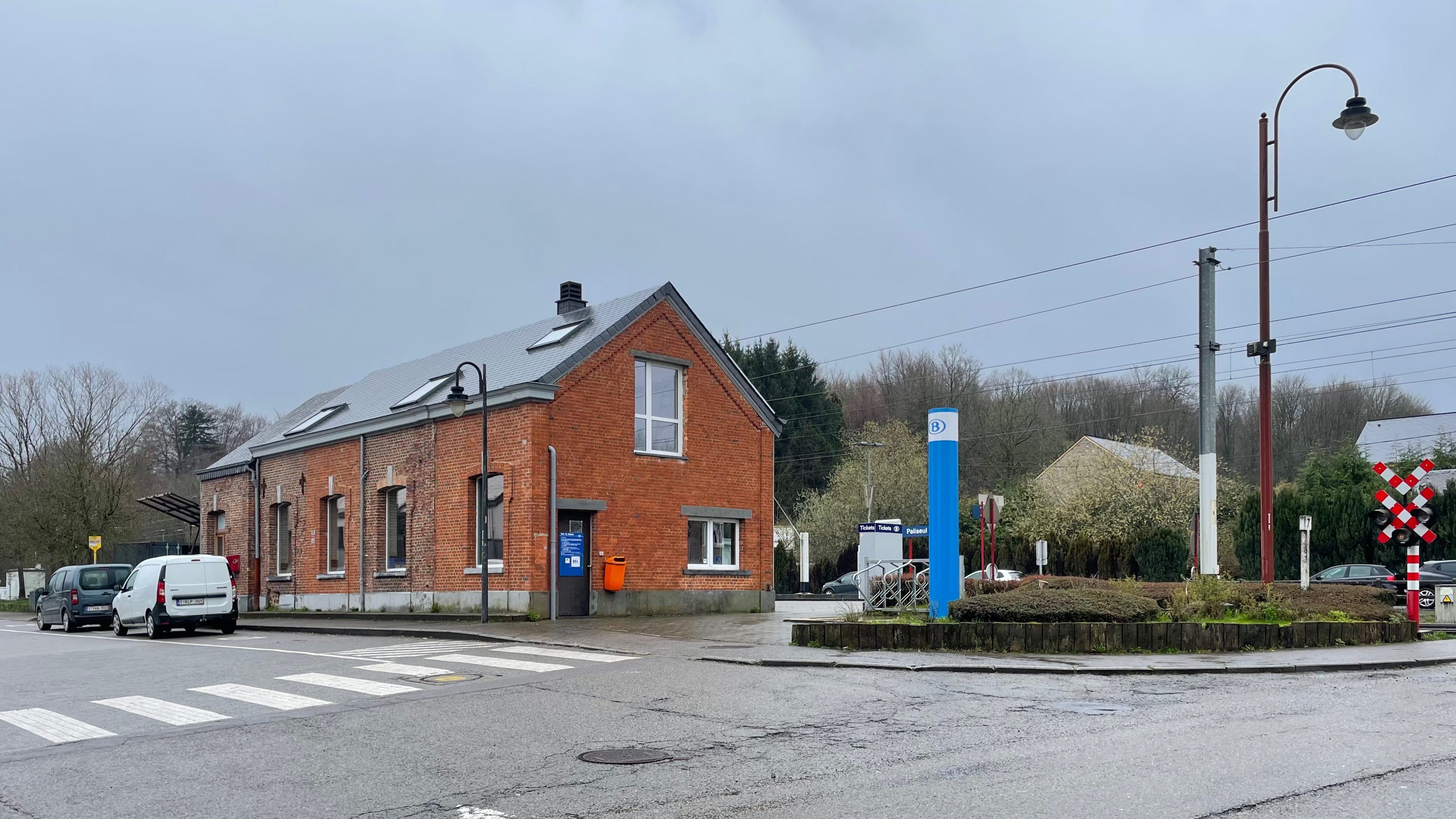
Ancien bâtiment de la gare en 2023.

La station de Paliseul est mise en service le 20 décembre 1880 lors de l'ouverture à l'exploitation de la section de Florenville à Gedinne, via Bertrix, par les chemins de fer de l'État belge, longue de 45 km. Un abri pour la lampisterie et le magasin d'approvisionnement est ajouté en 1882.
Elle devient une gare d'échange le 12 octobre 1890, lorsque la Société nationale des chemins de fer vicinaux (SNCV) met en service la ligne à voie métrique SNCV 34 de Paliseul vers Nollevaux, Bellevaux, Noirefontaine et Bouillon. Une deuxième ligne des tramways vicinaux de Poix, ligne SNCV 93 de Poix vers Libin, Maissin et Paliseul, arrive en gare de Paliseul le 1er octobre 1903 avec l'ouverture du dernier tronçon de Maissin à Paliseul.
Les années 1950 sont fatales aux lignes du vicinal : le trafic voyageurs ferme le 16 janvier 1956 sur la ligne SNCV 93 et le 2 juin 1957 sur la ligne SNCV 34. Le trafic marchandise ferme quelques années plus tard, le 17 mars 1958 sur le tronçon de la ligne 93 aboutissant à la gare et le 1er juin 1890 pour la ligne 34. 
La gare devient un simple arrêt avec la fermeture de son guichet le 23 mai 1993 et la fermeture de sa cour à marchandises le 24 septembre 1994. Le bâtiment de la gare est partiellement démoli, perdant son étage et l'extrémité des ailes latérales.
En 2019, la gare est rénovée par VDH, développeur éolien wallon à finalité sociale. La façade côté quai retrouve son aspect d'origine avec une façade en crépi et des ancres métalliques, tandis qu'elle est en briques nues côté rue. Elle est dorénavant opérée par l'asbl Palisol Gare. L'objectif du projet Palisol est d'associer, dans un tiers lieu convivial et accessible à tous, une réflexion autour des thèmes de l'énergie et de la mobilité douce et partagée en milieu rural.

## Service des voyageurs

### Accueil
Halte SNCB, c'est un point d'arrêt non géré (PANG) à accès libre.

### Desserte
Paliseul est desservie par des trains Omnibus (L) et d'Heure de pointe (P) de la SNCB, qui effectuent des missions sur la ligne 166.

#### Semaine
En semaine, la desserte comprend un train L par heure reliant Namur à Libramont via Dinant.
Il existe également trois trains d’heure de pointe, le matin :
- un train P reliant Gedinne à Libramont ;
- un train P reliant Bertrix à Dinant ;
- un train P reliant Bertrix à Namur.

#### Week-ends et fériés
La desserte se résume à un train L toutes les deux heures reliant Namur à Libramont.

### Intermodalité
Le stationnement des véhicules est possible sur l'ancien emplacement de la cour à marchandises. Elle est desservie par des bus.

## Comptage voyageurs
Le graphique et le tableau montrent le nombre de passagers qui en moyenne embarquent durant la semaine, le samedi et le dimanche.
| Nombre de voyageurs qui embarquent à la gare de Paliseul | Nombre de voyageurs qui embarquent à la gare de Paliseul | Nombre de voyageurs qui embarquent à la gare de Paliseul | Nombre de voyageurs qui embarquent à la gare de Paliseul |
|                                                          | Semaine                                                  | Samedi                                                   | Dimanche                                                 |
| -------------------------------------------------------- | -------------------------------------------------------- | -------------------------------------------------------- | -------------------------------------------------------- |
| 1977                                                     | 63                                                       | 31                                                       | 54                                                       |
| 1978                                                     | 74                                                       | 26                                                       | 41                                                       |
| 1979                                                     | 73                                                       | 22                                                       | 37                                                       |
| 1980                                                     | 78                                                       | 25                                                       | 36                                                       |
| 1981                                                     | 78                                                       | 19                                                       | 54                                                       |
| 1982                                                     | 72                                                       | 23                                                       | 52                                                       |
| 1983                                                     | 69                                                       | 9                                                        | 33                                                       |
| 1984                                                     | 51                                                       | 19                                                       | 35                                                       |
| 1985                                                     | 41                                                       | 17                                                       | 38                                                       |
| 1986                                                     | 46                                                       | 13                                                       | 40                                                       |
| 1987                                                     | 56                                                       | 13                                                       | 25                                                       |
| 1988                                                     | 53                                                       | 22                                                       | 36                                                       |
| 1989                                                     | 53                                                       | 24                                                       | 25                                                       |
| 1990                                                     | 40                                                       | 26                                                       | 22                                                       |
| 1991                                                     | 49                                                       | 27                                                       | 33                                                       |
| 1992                                                     | 60                                                       | 28                                                       | 28                                                       |
| 1993                                                     | 54                                                       | 15                                                       | 25                                                       |
| 1994                                                     | 53                                                       | 28                                                       | 61                                                       |
| 1995                                                     | 51                                                       | 22                                                       | 27                                                       |
| 1996                                                     | 64                                                       | 21                                                       | 30                                                       |
| 1997                                                     | 39                                                       | 16                                                       | 23                                                       |
| 1998                                                     | 45                                                       | 18                                                       | 42                                                       |
| 1999                                                     | 37                                                       | 18                                                       | 48                                                       |
| 2000                                                     | 40                                                       | 32                                                       | 26                                                       |
| 2001                                                     | 51                                                       | 10                                                       | 26                                                       |
| 2002                                                     | 59                                                       | 20                                                       | 33                                                       |
| 2003                                                     | 61                                                       | 24                                                       | 58                                                       |
| 2004                                                     | 59                                                       | 30                                                       | 52                                                       |
| 2005                                                     | 61                                                       | 34                                                       | 68                                                       |
| 2006                                                     | 79                                                       | 29                                                       | 54                                                       |
| 2007                                                     | 89                                                       | 38                                                       | 64                                                       |
| 2008                                                     | -                                                        | -                                                        | -                                                        |
| 2009                                                     | 99                                                       | 50                                                       | 72                                                       |
| 2010                                                     | -                                                        | -                                                        | -                                                        |
| 2011                                                     | -                                                        | -                                                        | -                                                        |
| 2012                                                     | 91                                                       | 32                                                       | 54                                                       |
| 2013                                                     | 76                                                       | 34                                                       | 100                                                      |
| 2014                                                     | 66                                                       | 38                                                       | 63                                                       |
| 2015                                                     | 51                                                       | 24                                                       | 53                                                       |
| 2016                                                     | 55                                                       | 41                                                       | 99                                                       |
| 2017                                                     | 70                                                       | 18                                                       | 58                                                       |
| 2018                                                     | 68                                                       | 26                                                       | 53                                                       |
| 2019                                                     | 65                                                       | 26                                                       | 51                                                       |
| 2020                                                     | 53                                                       | 37                                                       | 35                                                       |
| 2021                                                     | -                                                        | -                                                        | -                                                        |
| 2022                                                     | 93                                                       | 27                                                       | 41                                                       |
| 2023                                                     | 89                                                       | 29                                                       | 55                                                       |
| 2024                                                     | 96                                                       | 47                                                       | 65                                                       |